# Duoplasmatron
Das Duoplasmatron ist ein Gerät zur Erzeugung leistungsstarker Ionenströme. Es wurde 1948 in der Sowjetunion von Manfred von Ardenne erfunden und bis 1956 in der DDR zur Patentreife weiterentwickelt.

## Aufbau und Funktionsweise

Schemadarstellung des Duoplasmatrons

Die Ionen werden aus einer Gasentladung extrahiert, die mit einem Elektronenstrahl in einem Magnetfeld aufrechterhalten wird.
Das hierbei angewandte Prinzip kommt auch noch bei anderen Plasmatron-Ionenquellen zum Einsatz, wie dem Unoplasmatron (von Ardenne, 1948) und dem Duopigatron (Demirkanov, 1964).

## Einsatz
Die Anwendungsgebiete des Duoplasmatrons erstrecken sich von der Kern- und Elementarteilchenforschung bis zur industriellen Nutzung. Duoplasmatrons dienen zum Beispiel als Ionenquelle in verschiedenen Typen von Teilchenbeschleunigern.
Eine Weiterentwicklung des Duoplasmatrons ist die Kaufman-Ionenquelle. Sie wurde u. a. in der Raumfahrt als Ionenantrieb erstmals 1998 bei der Deep-Space-1-Mission eingesetzt.
Duoplasmatrons werden als Ionenquelle in der Sekundärionen-Massenspektrometrie verwendet.